# Manatí
Manatí là một khu tự quản thuộc tỉnh Atlántico, Colombia. Thủ phủ của khu tự quản Manatí đóng tại Manatí Khu tự quản Manatí có diện tích 206 ki lô mét vuông. Đến thời điểm ngày 28 tháng 5 năm 2005, khu tự quản Manatí có dân số 10684 người.